# فرانك ويلي كلانسي
فرانك ويلي كلانسي هو سياسي أمريكي، ولد في 15 يناير 1852، وتوفي في 1 سبتمبر 1928.